# Golden Green
 (mars 2025).
Si vous disposez d'ouvrages ou d'articles de référence ou si vous connaissez des sites web de qualité traitant du thème abordé ici, merci de compléter l'article en donnant les références utiles à sa vérifiabilité et en les liant à la section « Notes et références ».
Golden Green est une localité du Kent, au Royaume-Uni.
Sa population est d'environ 350 habitants.